# Rio Domoş
O Rio Domoş é um rio da Romênia, afluente do Rio Crişul Repede, localizado no distrito de Cluj.